# Hohenlohe (ród)

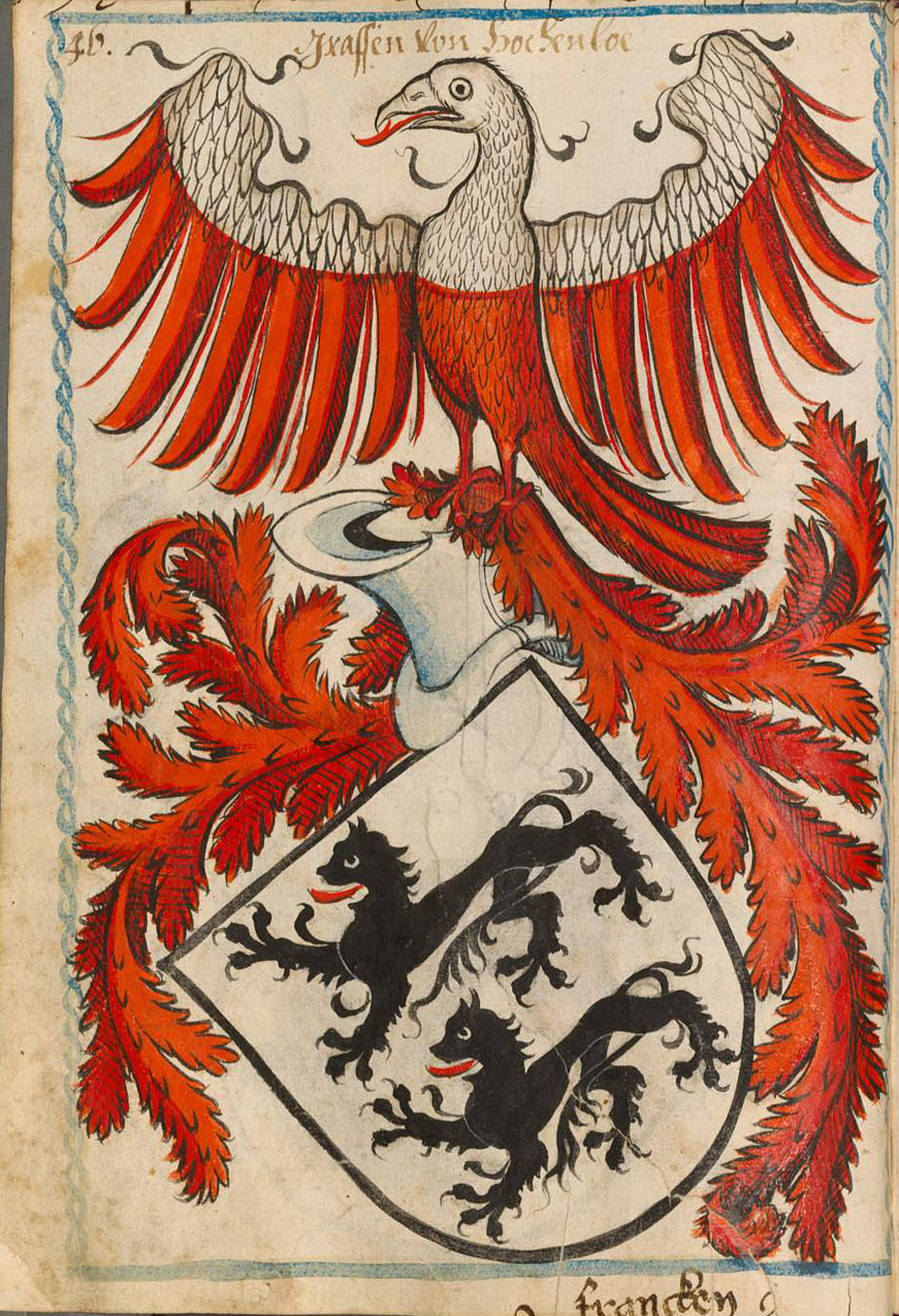
Herb rodowy Hohenlohe z herbarza Scheiblera z XV w.

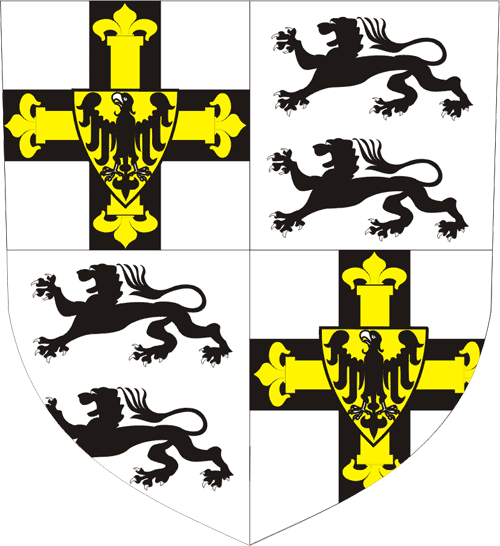
Herb wielkich mistrzów zakonu krzyżackiego z rodu von Hohenlohe

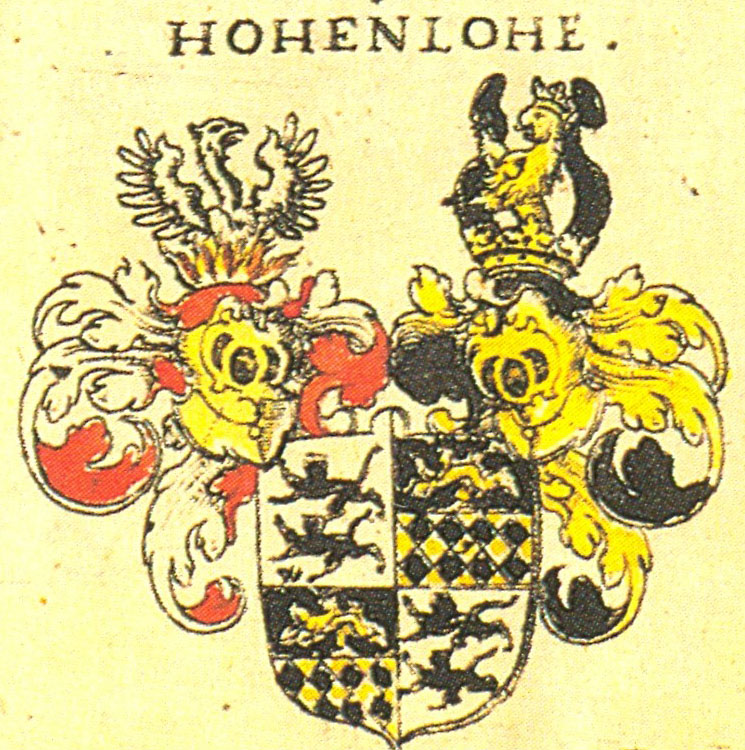
Herb von Hohenlohe w herbarzu J. Siebmachera, 1605

Ród Hohenlohe – niemiecki ród arystokratyczny wywodzący się z Frankonii. W ciągu stuleci podzielił się w liczne linie. W XVIII w. uzyskał tytuł książąt cesarstwa (niem. Reichsfürst). W 1840 r. linia książąt zu Hohenlohe-Schillingsfürst uzyskała tytuł książąt Raciborza i Corvey (niem. Herzog von Ratibor, Fürst von Corvey). Książęta zu Hohenlohe-Öhringen w 1861 r. otrzymali tytuł książąt Ujazdu (niem. Herzog von Ujest).

## Pochodzenie rodu
Za najstarszego przedstawiciela rodu uznaje się Krafta zu Hohenlohe. Jego siedzibą miał być gród Hohlach koło Uffenheim.
Dwukrotnie przedstawiciele rodu sprawowali najwyższą władzę w zakonie krzyżackim. Wielkimi mistrzami zakonu byli w latach: 1244–1249 – Heinrich III von Hohenlohe (zm. 1249 r.) i 1297–1303 Gottfried von Hohenlohe (zm. 1310 r.).

## Głowy rodu w kolejnych latach
Po śmierci Jerzego I Hohenlohe (1488–1551) jego synowie ustanowili pierwszy podział na linie w Neuensteinie i Waldenburgu. Głową całego rodu (niem. Senior des Gesammthauses) jest odtąd zawsze najstarszy męski przedstawiciel rodu, niezależnie od primogenitury którejkolwiek z linii:
- 1553–1568 – Ludwik Kazimierz Hohenlohe-Neuenstein
- 1568–1570 – Eberhard Hohenlohe-Waldenburg
- 1570–1575 – Albert Hohenlohe-Neuenstein
- 1575–1610 – Wolfgang Hohenlohe-Weikersheim
- 1610–1645 – Jerzy Fryderyk Hohenlohe-Weikersheim
- 1645–1650 – Ludwik Eberhard Hohenlohe-Waldenburg
- 1650–1658 – Wolfgang Fryderyk Hohenlohe-Waldenburg
- 1658–1702 – Jan Fryderyk I Hohenlohe-Öhringen
- 1702–1715 – Albrecht Wolfgang Hohenlohe-Langenburg
- 1715–1759 – Filip Ernest I Hohenlohe-Schillingsfürst
- 1759–1765 – Jan Fryderyk II Hohenlohe-Öhringen
- 1765–1781 – Filip Hohenlohe-Öhringen
- 1781–1796 – Henryk August Hohenlohe-Öhringen
- 1796–1805 – Ludwik Fryderyk Karol Hohenlohe-Neuenstein-Öhringen
- 1805–1819 – Krystian Fryderyk Karol Hohenlohe-Langenburg-Kirchberg
- 1819–1825 – Karol I Hohenlohe-Langenburg
- 1825–1843 – Karol Albert III Hohenlohe-Waldenburg
- 1843–1861 – Karol Fryderyk Ludwik Henryk Hohenlohe-Kirchberg
- od 1861 (wymaga uzupełnienia)

## Przedstawiciele rodu
- wielki mistrz zakonu krzyżackiego – Heinrich III von Hohenlohe (zm. 1249 r.)
- wielki mistrz zakonu krzyżackiego – Gottfried von Hohenlohe (zm. 1310 r.)
- biskup wrocławski – Joseph Christian Hohenlohe-Bartenstein (zm. 1817 r.)
- generał – Fryderyk Ludwik Hohenlohe (zm. 1818 r.), właściciel Sławięcic
- premier Prus – Adolf zu Hohenlohe-Ingelfingen (zm. 1873 r.), właściciel Koszęcina oraz Tworoga.
- kanclerz cesarstwa niemieckiego – Chlodwig zu Hohenlohe-Schillingsfürst (zm. 1901 r.)
- książęta Raciborza (niem. Herzogen von Ratibor): Wiktor I Maurycy von Ratibor; Wiktor II Amadeusz von Ratibor; Wiktor III August von Ratibor; Wiktor IV Albrecht Prinz von Ratibor und Corvey; Franciszek I Albrecht von Ratibor
- II książę Ujazdu Chrystian Fürst zu Hohenlohe–Öhringen, przemysłowiec, właściciel majątku ziemskiego na Górnym Śląsku (Wełnowiec) i Spiszu.

### Książęta Hohenhole-Neuenstein-Gleichen
- 1617 – 1702: Jan Fryderyk I
- 1702 – 1756: Karol Ludwik
- 1756 – 1765: Jan Fryderyk II
- 1765 – 1805: Ludwik Fryderyk

### Książęta Hohenlohe-Neuenstein-Öhringen
- 1617 – 1702: Jan Fryderyk I
- 1702 – 1765: Jan Fryderyk II
- 1765 – 1805: Ludwik Fryderyk

## Order dynastyczny
- Osobny artykuł: Order Feniksa (Hohenlohe).

## Linie rodu
- Neuenstein
  - Langenburg
  - Ingelfingen
  - Öhringen
  - Kirchberg
- Waldenburg
  - Schillingsfürst
  - Bartenstein
  - Jagstberg